# 凱爾·貝克曼
凱爾·貝克曼（英語：Kyle Beckerman；1992年4月23日—）是一位美國足球運動員。在場上的位置是中場。他現在效力於美國足球大聯盟球隊皇家鹽湖城。他也代表美國國家足球隊參賽，並且參加了2014年世界杯足球賽。